# Judith Mason
Judith Mason, née Judith Seelander Menge le 10 octobre 1938 à Pretoria et morte le 29 décembre 2016 à White River, est une peintre sud-africaine.

## Galerie photographique

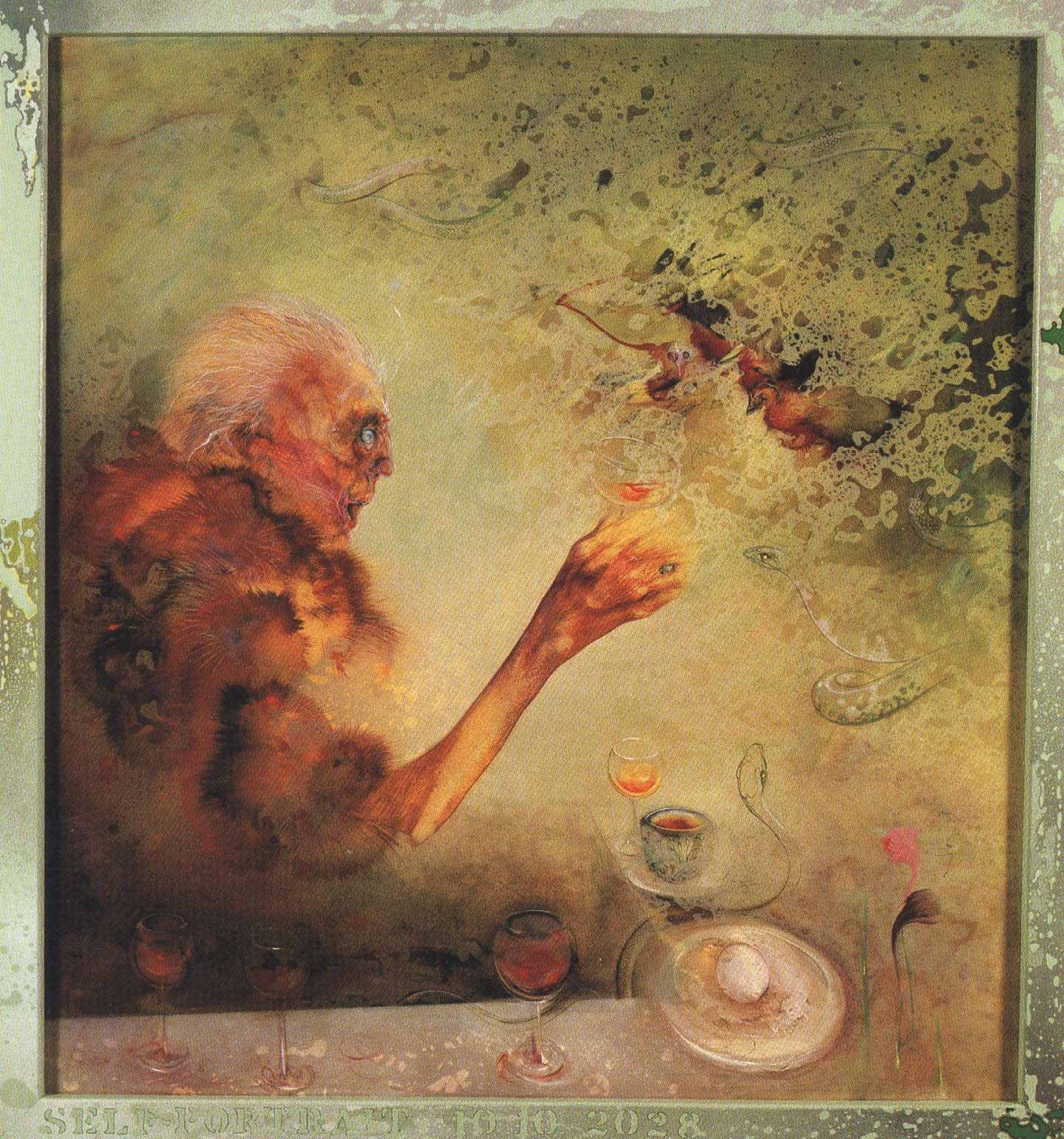
Autoportrait à l’âge de 90 ans (1985)